# 1363
Il 1363 (MCCCLXIII in numeri romani) è un anno  del XIV secolo.

## Nati
- 21 febbraio - Elisabetta Plantageneta, duchessa di Exeter, principessa inglese († 1426)
- 2 luglio - Maria di Sicilia, duchessa († 1401)
- 13 dicembre - Jean Gerson, teologo e filosofo francese († 1429)
- Agnese Visconti, nobile italiana († 1391)
- Thomas Clifford, VI barone Clifford, nobile e militare inglese († 1391)
- Antonio della Scala, politico e militare italiano († 1388)
- Francesco di Valdambrino, scultore italiano († 1435)
- Giovanni II di Berry, conte francese († 1401)
- Thomas Langley, cardinale e vescovo cattolico britannico († 1437)
- Nefise Hatun, principessa ottomana
- Amedeo di Savoia-Acaia, principe († 1402)
- Jean de Montaigu, funzionario francese († 1409)
- Margherita di Baviera, nobildonna tedesca

## Morti
- 13 gennaio - Mainardo III di Tirolo-Gorizia, duca tedesco (n. 1344)
- 31 gennaio - Marco IV di Alessandria, vescovo cristiano orientale egiziano
- 14 marzo - Simone Boccanegra, doge (n. 1301)
- 22 aprile - Corrado di Landau, nobile, condottiero e mercenario tedesco
- 10 maggio - Andouin Aubert, cardinale e vescovo cattolico francese
- 19 maggio - Maria di Blois, duchessa (n. 1323)
- 20 giugno - Pietro Farnese, condottiero italiano
- 9 luglio - Giovanna di Valois, nobile francese (n. 1304)
- 16 luglio - Ferdinando d'Aragona, marchese (n. 1329)
- 18 luglio - Costanza d'Aragona, regina (n. 1343)
- 23 agosto - Chen Youliang, generale cinese (n. 1320)
- 29 agosto - Filippo di Navarra, principe e conte (n. 1336)
- 21 ottobre - Ugo Roger, vescovo cattolico, cardinale e abate francese (n. 1293)
- 28 ottobre - Leopoldo di Bebenburg, religioso e giurista tedesco
- 10 dicembre - Elisabetta de Burgh, nobildonna britannica (n. 1332)
- 21 dicembre - Costantino V d'Armenia, sovrano (n. 1313)
- Barbato da Sulmona, funzionario e letterato italiano
- Bianca di Namur, regina (n. 1316)
- Buccio di Ranallo, poeta e scrittore italiano
- Nilo Cabasila, teologo e arcivescovo ortodosso bizantino
- Callisto I di Costantinopoli, monaco cristiano e arcivescovo ortodosso bizantino
- Leone Caloteto, politico bizantino
- Giovanni Comneno Asen, nobile bulgaro
- Filippo Dell'Antella, vescovo cattolico italiano
- Averardo di Chiarissimo de' Medici, politico italiano (n. 1320)
- post - Checco Miletto de Rossi, poeta italiano (n. 1320)
- Francesco Nelli, religioso italiano
- Marco Strozzi, politico italiano
- Angelo Tosetti, politico italiano
- Tughluq Timur
- Matteo Villani, storico e scrittore italiano (n. 1283)
- Jacopo de' Gabrielli da Gubbio, politico italiano (n. 1295)
- Niccolò di ser Sozzo, miniatore e pittore italiano

## Calendario
| Calendario 1363 | Calendario 1363 | Calendario 1363 | Calendario 1363 | Calendario 1363 | Calendario 1363 | Calendario 1363 | Calendario 1363 | Calendario 1363 | Calendario 1363 | Calendario 1363 | Calendario 1363 | Calendario 1363 | Calendario 1363 | Calendario 1363 | Calendario 1363 | Calendario 1363 | Calendario 1363 | Calendario 1363 | Calendario 1363 | Calendario 1363 | Calendario 1363 | Calendario 1363 | Calendario 1363 | Calendario 1363 | Calendario 1363 | Calendario 1363 | Calendario 1363 | Calendario 1363 | Calendario 1363 | Calendario 1363 | Calendario 1363 | Calendario 1363 |
| --------------- | --------------- | --------------- | --------------- | --------------- | --------------- | --------------- | --------------- | --------------- | --------------- | --------------- | --------------- | --------------- | --------------- | --------------- | --------------- | --------------- | --------------- | --------------- | --------------- | --------------- | --------------- | --------------- | --------------- | --------------- | --------------- | --------------- | --------------- | --------------- | --------------- | --------------- | --------------- | --------------- |
|                 | 1               | 2               | 3               | 4               | 5               | 6               | 7               | 8               | 9               | 10              | 11              | 12              | 13              | 14              | 15              | 16              | 17              | 18              | 19              | 20              | 21              | 22              | 23              | 24              | 25              | 26              | 27              | 28              | 29              | 30              | 31              |                 |
| Gennaio         | Do              | Lu              | Ma              | Me              | Gi              | Ve              | Sa              | Do              | Lu              | Ma              | Me              | Gi              | Ve              | Sa              | Do              | Lu              | Ma              | Me              | Gi              | Ve              | Sa              | Do              | Lu              | Ma              | Me              | Gi              | Ve              | Sa              | Do              | Lu              | Ma              |                 |
| Febbraio        | Me              | Gi              | Ve              | Sa              | Do              | Lu              | Ma              | Me              | Gi              | Ve              | Sa              | Do              | Lu              | Ma              | Me              | Gi              | Ve              | Sa              | Do              | Lu              | Ma              | Me              | Gi              | Ve              | Sa              | Do              | Lu              | Ma              |                 |                 |                 |                 |
| Marzo           | Me              | Gi              | Ve              | Sa              | Do              | Lu              | Ma              | Me              | Gi              | Ve              | Sa              | Do              | Lu              | Ma              | Me              | Gi              | Ve              | Sa              | Do              | Lu              | Ma              | Me              | Gi              | Ve              | Sa              | Do              | Lu              | Ma              | Me              | Gi              | Ve              |                 |
| Aprile          | Sa              | Do              | Lu              | Ma              | Me              | Gi              | Ve              | Sa              | Do              | Lu              | Ma              | Me              | Gi              | Ve              | Sa              | Do              | Lu              | Ma              | Me              | Gi              | Ve              | Sa              | Do              | Lu              | Ma              | Me              | Gi              | Ve              | Sa              | Do              |                 |                 |
| Maggio          | Lu              | Ma              | Me              | Gi              | Ve              | Sa              | Do              | Lu              | Ma              | Me              | Gi              | Ve              | Sa              | Do              | Lu              | Ma              | Me              | Gi              | Ve              | Sa              | Do              | Lu              | Ma              | Me              | Gi              | Ve              | Sa              | Do              | Lu              | Ma              | Me              |                 |
| Giugno          | Gi              | Ve              | Sa              | Do              | Lu              | Ma              | Me              | Gi              | Ve              | Sa              | Do              | Lu              | Ma              | Me              | Gi              | Ve              | Sa              | Do              | Lu              | Ma              | Me              | Gi              | Ve              | Sa              | Do              | Lu              | Ma              | Me              | Gi              | Ve              |                 |                 |
| Luglio          | Sa              | Do              | Lu              | Ma              | Me              | Gi              | Ve              | Sa              | Do              | Lu              | Ma              | Me              | Gi              | Ve              | Sa              | Do              | Lu              | Ma              | Me              | Gi              | Ve              | Sa              | Do              | Lu              | Ma              | Me              | Gi              | Ve              | Sa              | Do              | Lu              |                 |
| Agosto          | Ma              | Me              | Gi              | Ve              | Sa              | Do              | Lu              | Ma              | Me              | Gi              | Ve              | Sa              | Do              | Lu              | Ma              | Me              | Gi              | Ve              | Sa              | Do              | Lu              | Ma              | Me              | Gi              | Ve              | Sa              | Do              | Lu              | Ma              | Me              | Gi              |                 |
| Settembre       | Ve              | Sa              | Do              | Lu              | Ma              | Me              | Gi              | Ve              | Sa              | Do              | Lu              | Ma              | Me              | Gi              | Ve              | Sa              | Do              | Lu              | Ma              | Me              | Gi              | Ve              | Sa              | Do              | Lu              | Ma              | Me              | Gi              | Ve              | Sa              |                 |                 |
| Ottobre         | Do              | Lu              | Ma              | Me              | Gi              | Ve              | Sa              | Do              | Lu              | Ma              | Me              | Gi              | Ve              | Sa              | Do              | Lu              | Ma              | Me              | Gi              | Ve              | Sa              | Do              | Lu              | Ma              | Me              | Gi              | Ve              | Sa              | Do              | Lu              | Ma              |                 |
| Novembre        | Me              | Gi              | Ve              | Sa              | Do              | Lu              | Ma              | Me              | Gi              | Ve              | Sa              | Do              | Lu              | Ma              | Me              | Gi              | Ve              | Sa              | Do              | Lu              | Ma              | Me              | Gi              | Ve              | Sa              | Do              | Lu              | Ma              | Me              | Gi              |                 |                 |
| Dicembre        | Ve              | Sa              | Do              | Lu              | Ma              | Me              | Gi              | Ve              | Sa              | Do              | Lu              | Ma              | Me              | Gi              | Ve              | Sa              | Do              | Lu              | Ma              | Me              | Gi              | Ve              | Sa              | Do              | Lu              | Ma              | Me              | Gi              | Ve              | Sa              | Do              |                 |